# 劳动者团结
劳动者团结（：／ Nodongjayeondae）是韩国的一个托洛茨基主义组织。该组织出版双周刊《劳动者团结》。该组织是国际社会主义倾向的成员。自2001年起，该组织每年举办“马克思主义”年度论坛。